# Classe Spearhead
La classe Spearhead ou Expeditionary Fast Transport, jusqu'en septembre 2015 Joint High Speed Vessel (navires interarmées à grande vitesse), est une classe de navires à grande vitesse en service dans la marine des États-Unis depuis 2012.

## Caractéristiques
La classe Spearhead est une classe de catamaran conçue pour transporter à grande vitesse un bataillon d'infanterie de l'armée ou une compagnie du corps des marines et ses véhicules blindés.

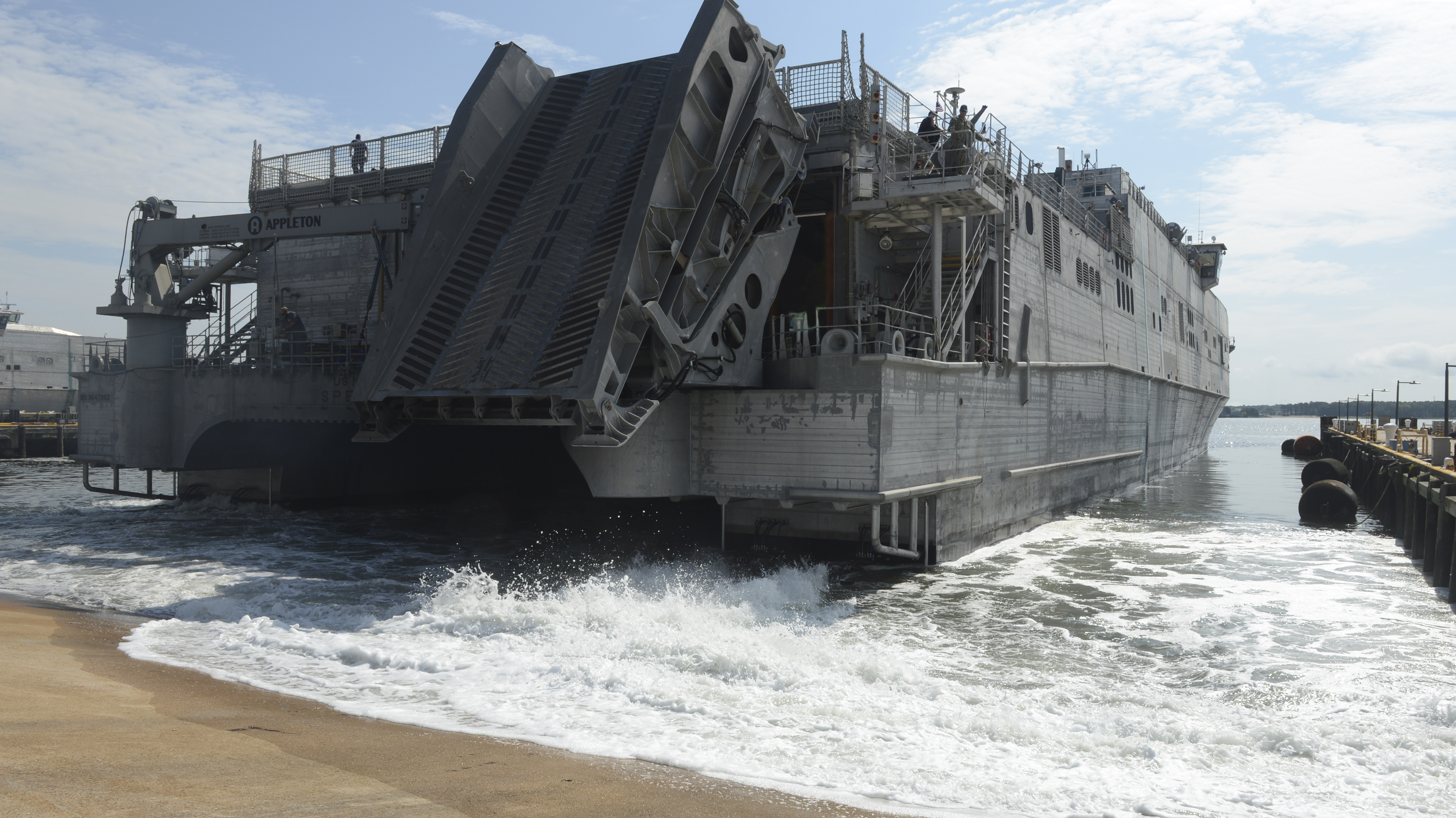
La rampe de chargement du Spearhead

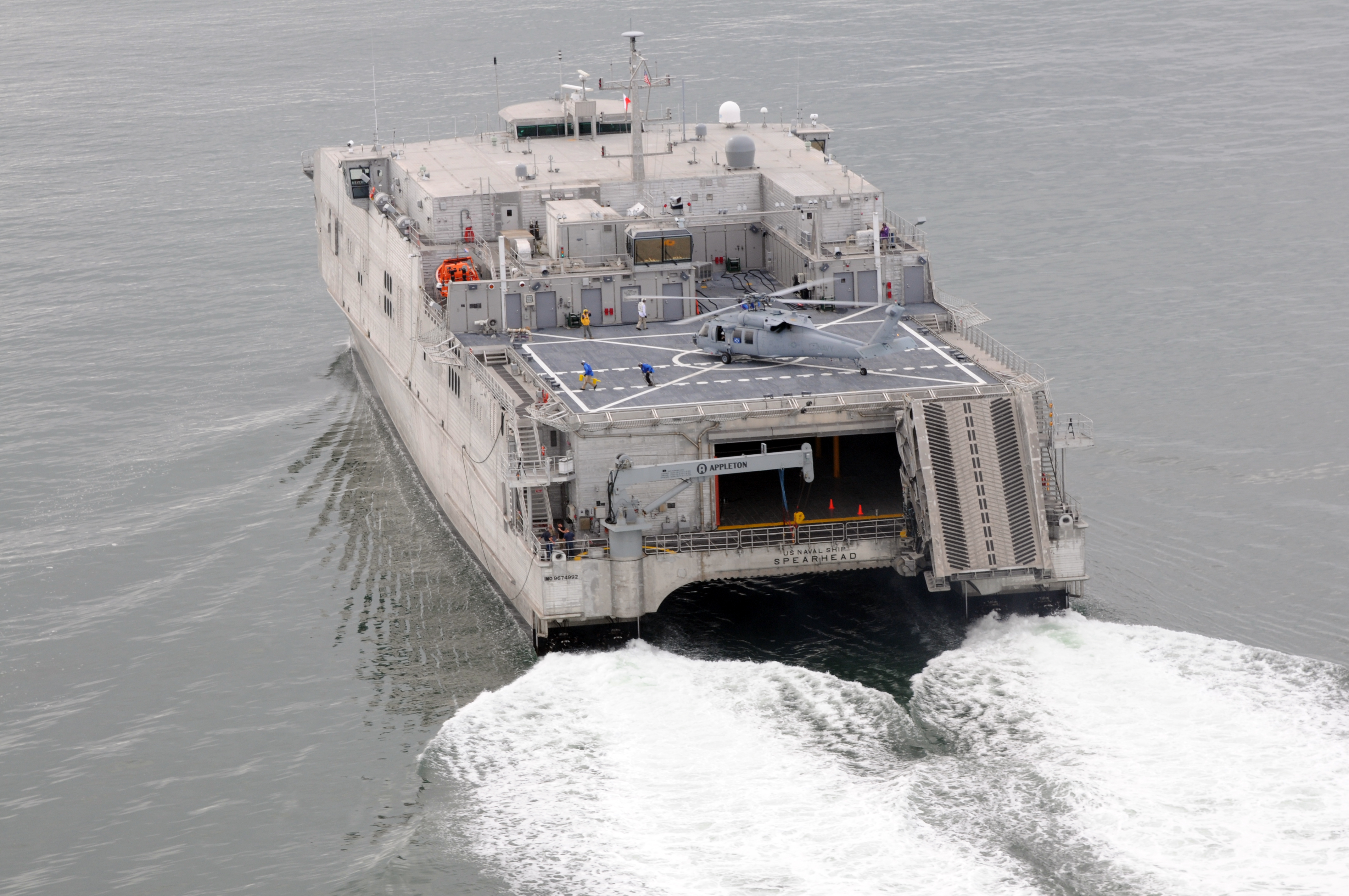
Le Spearhead vu de l'arrière

La classe Spearhead est en aluminium. Dotée d'une rampe de chargement repliable, ils peuvent déployer directement et rapidement leurs véhicules sur des quais sommaires et sur certaines plages.
Ces navires disposent également d'un pont d'envol capable de recevoir et ravitailler des hélicoptères de transport lourd, et d'une aire supplémentaire de parking pour un Seahawk. La capacité de cargo est de 600 tonnes sur 1 900 mètres carrés de hangar.
L'autonomie opérationnelle est réduite à quatre jours lorsque le navire est utilisé au maximum de ses capacités (312 marines). Avec 104 marines déployables, son autonomie passe à 14 jours. Le coût d’acquisition des navires est environ de 160 millions de dollars l'unité. Les coûts de fonctionnements sont de 26 millions par an et par navire.
Les Marines souhaitent une modification de la rampe de chargement pour pouvoir déployer une vingtaine d'ACV (Amphibious Combat Vehicles) futur remplaçant du AAV-7A1.

## Export
En 2014, Austal annonce la construction de deux HSSV, High Speed Support Vessels (navire de support à grande vitesse), pour la marine d'Oman. Dérivés de la classe Spearhead, ces deux HSSV construit dans la Cité de Cockburn en Australie mesurent 72,5 m pour une capacité cargo de 320 tonnes et croisent jusqu'à 35 nœuds. Le contrat, d'un montant de 124 millions de dollars, a permis la livraison des navires en 2016.

## Navires
| Indicatif             | Nom                   | Construction      | Lancement         | Mise en service   | Statut          |
| --------------------- | --------------------- | ----------------- | ----------------- | ----------------- | --------------- |
| T-EPF-1 (ex T-JHSV-1) | USNS Spearhead        | 22 juillet 2010   | 17 septembre 2011 | 5 décembre 2012   | Service actif   |
| T-EPF-2 (ex T-JHSV-2) | USNS Choctaw County   | 8 novembre 2011   | 1er octobre 2012  | 6 juin 2013       | Service actif   |
| T-EPF-3 (ex T-JHSV-3) | USNS Millinocket      | 3 mai 2012        | 5 juin 2013       | 21 mars 2014      | Service actif   |
| T-EPF-4 (ex T-JHSV-4) | USNS Fall River       | 20 mai 2013       | 16 janvier 2014   | 15 septembre 2014 | Service actif   |
| T-EPF-5 (ex T-JHSV-5) | USNS Trenton          | 3 mars 2014       | 30 septembre 2014 | 13 avril 2015     | Service actif   |
| T-EPF-6 (ex T-JHSV-6) | USNS Brunswick        | 2 décembre 2014   | 19 mai 2015       | 14 janvier 2016   | Service actif   |
| T-EPF-7               | USNS Carson City      | 31 juillet 2015   | 20 janvier 2016   | 24 juin 2016      | Service actif   |
| T-EPF-8               | USNS Yuma             | 29 mars 2016      | 17 septembre 2016 | 21 avril 2017     | Service actif   |
| T-EPF-9               | USNS City of Bismarck | 18 janvier 2017   | 7 juin 2017       | 19 décembre 2017  | Service actif   |
| T-EPF-10              | USNS Burlington       | 26 septembre 2017 | 1er mars 2018     | 15 novembre 2018  | Service actif   |
| T-EPF-11              | USNS Puerto           | 9 août 2018       |                   |                   | En construction |
| T-EPF-12              | USNS Newport          | 29 janvier 2019   |                   |                   | En construction |
| T-EPF-13              | Sans nom              |                   |                   |                   | Planifiée       |
| T-EPF-14              | Sans nom              |                   |                   |                   | Planifiée       |
| T-EPF-15              | USNS Point Loma       | [ 3 ]             |                   |                   |                 |